# Las Flores (Honduras)
Las Flores (uit het Spaans: "De Bloemen") is een gemeente (gemeentecode 1310) in het departement Lempira in Honduras.

## Ligging
Het dorp ligt 17 km ten noordoosten van Gracias, op 200 meter van de weg die naar Santa Rosa de Copán leidt.
Het dorp ligt in de Vlakte van Las Flores, dicht bij een rivier. De vegetatie bestaat uit tropisch droogtebos. Het klimaat is warm, omdat de vlakte in een vallei tussen de bergen ligt. Dichterbij zijn enkele lage, glooiende heuvels.

## Geschiedenis
De eerste inwoners kwamen uit het departement La Paz. Zij noemden deze plaats eerst Las Flores de Santa Bárbara. Dit was de naam van een beeld dat zij hadden meegebracht uit Guatemala.

## Economie
De belangrijkste economische activiteit is de handel, vanwege de gunstige ligging aan de weg tussen Gracias en Santa Rosa de Copán. Hierdoor zijn er veel winkels, restaurants en autowerkplaatsen aan de kant van de weg.
Verder is de veeteelt belangrijk. Voor de plaatselijke consumptie worden maïs en bonen geteeld. Er is een markt, waar soms ook rodeo's en hanengevechten plaatsvinden.
Uit de rivierbeddingen worden stenen gewonnen voor de bouw. Ook zijn er bij de rivieren verschillende plaatsen ingericht waar toeristen een bad kunnen nemen.
Het dorp heeft elektriciteit, stromend water en mobiele telefonie. Er zijn verschillende internetcafés.

## Bevolking
De bevolking is als volgt verdeeld:
| Vrouwen | 5002 | 50% |
| Mannen  | 5003 | 50% |

## Dorpen
De gemeente bestaat uit tien dorpen (aldea), waarvan het grootste qua inwoneraantal: Mariposas (code 131006).

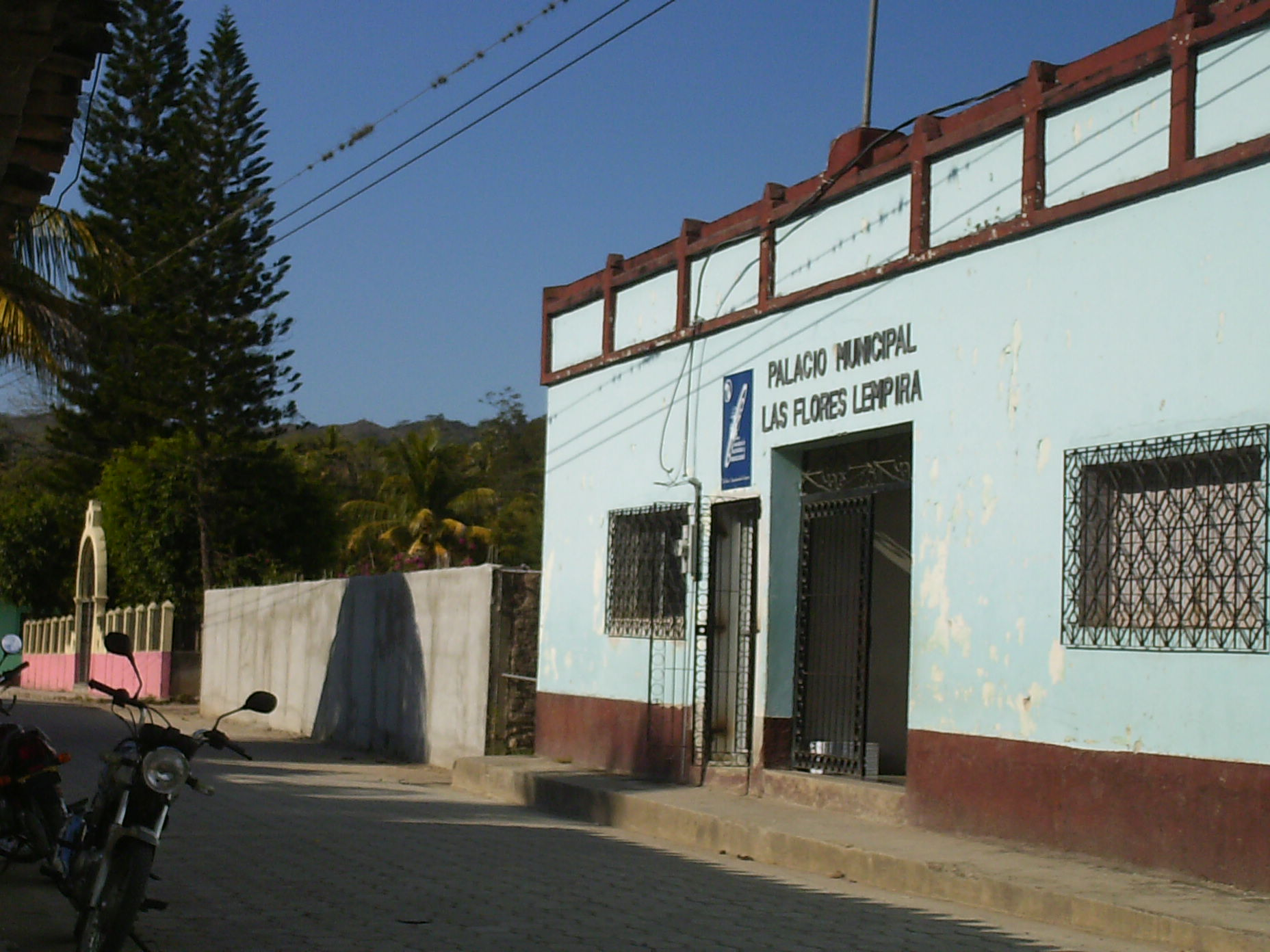
Burgemeesterswoning
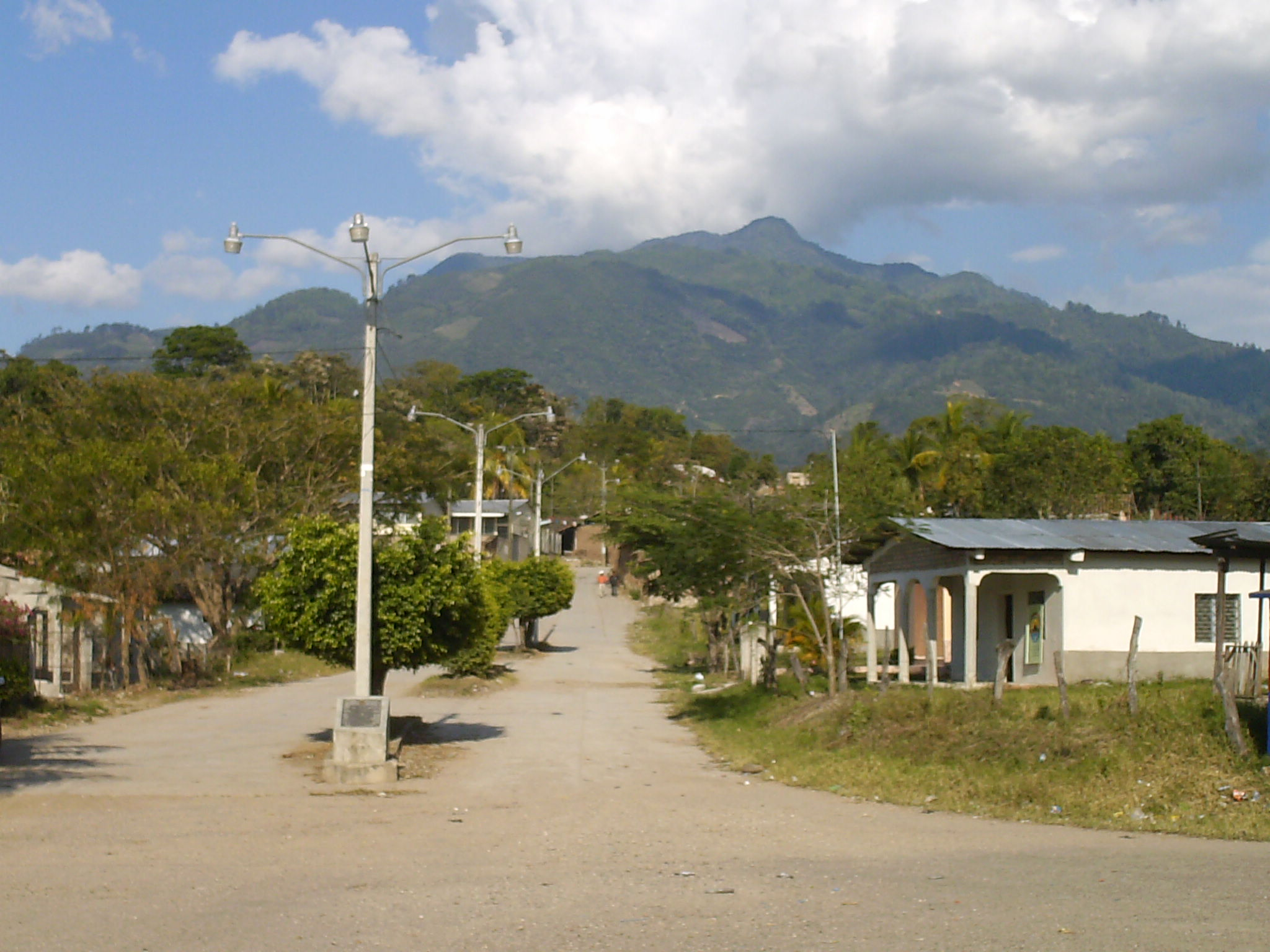
Toegang tot Las Flores, met op de achtergrond de berg Puca